# Vargasiella
Vargasiella là một chi phong lan trong họ Orchidaceae.